# Ian Hendrickson-Smith
Ian Hendrickson-Smith (* 1974 in New Orleans) ist ein US-amerikanischer Jazzmusiker (Alt- Bariton- und Tenorsaxophon, Flöte, Komposition) des Postbop und Modern Jazz.

## Leben und Wirken
Hendrickson-Smith besuchte die State College Area High School (Abschluss 1992) und studierte in New York an der Manhattan School of Music, mit dessen Jazz-Orchester unter Leitung von Dick Lowenthal 1995 erste Aufnahmen entstanden (Salutes the Arrangers: Then and Now). In den folgenden Jahren spielte er (mit dem Hauptinstrument Altsaxophon) u. a. mit Jim DeSalvo, Adam Scone und Alex Graham; in Quartettbesetzung mit David Hazeltine, Barak Mori (Bass) und Joe Strasser (Schlagzeug) nahm er 2002 im Jazzclub Smoke sein Debütalbum Up in Smoke (Sharp Nine) auf. Dort entstand auch der Mitschnitt Party of Three, auf dem Hendrickson-Smith mit Tom Pietrycha (Bass) und Brian Floody (Schlagzeug) spielte.
Ab 2004 arbeitete er regelmäßig mit Sharon Jones and the Dap-Kings. Im Laufe seiner Karriere spielte er ferner mit Dr. Lonnie Smith, Amy Winehouse, Mark Ronson, Al Green, Rufus Wainwright, Bob Dylan, Queen Latifah, Robbie Williams, Michael Bublé, Mingus Big Band, Ray Appleton, Etta Jones, The J.B.’s (Fred Wesley & Pee Wee Ellis) und David Sanborn, weiterhin mit dem Michael Leonhart Orchestra. Zu hören war er außerdem auf Dr. Lonnie Smiths Album In the Beginning, Volumes 1 & 2 (2013). Im Bereich des Jazz war er zwischen 1995 und 2021 an 34 Aufnahmesessions beteiligt, zuletzt mit Sasha Dobson (Girl Talk). Gegenwärtig (2018) spielt er mit der Formation The Roots in The Tonight Show von Jimmy Fallon und im Loston Harris Trio, mit dem er im New Yorker Carlyle Hotel auftritt. Weiterhin arbeitet er mit einem eigenen Quartett, dem Spike Wilner, Dezron Douglas und Joe Farnsworth angehören.

## Diskographische Hinweise
- Still Smokin’ (Sharp Nine, 2003), mit Ryan Kisor, David Hazeltine, Peter Bernstein, Peter Washington, Joe Strasser
- The Uptown Quintet: Live in New York (CellarLive, 2004), mit Ryan Kisor, Spike Wilner, Barak Mori, Charles Ruggiero
- Blues in the Basement (CellarLive, 2006), mit Dave Guy, Rick Germanson, Neal Miner, Brian Floody, Bosco Mann
- Live at Smalls (SmallsLive, 2008), mit  Marcus Parsley, Rick Germanson, Al Street, Neal Miner, Brian Floody, Bosco Mann
- The Soul of My Alto (CellarLive, 2012), mit Adam Scone, Charles Ruggiero
- Tonight Is Now (CellarLive, 2014), mit Philip Harper, Adam Scone, Loston Harris, Charles Ruggiero
- Live at Smalls (Smalls Live 2014), mit David Hazeltine, Mike Karn, Joe Strasser
- Live at Smalls, Vol. 3 (Smalls Live, 2017), mit Ryan Kisor, Spike Wilner, Adam Cote, Lawrence Leathers
- The Lowdown (Cellar Music, 2020), mit Cory Weeds, Rick Germanson, John Webber, Joe Farnsworth